# Les Groseillers
Les Groseillers – miejscowość i gmina we Francji, w regionie Nowa Akwitania, w departamencie Deux-Sèvres.
Według danych na rok 1990 gminę zamieszkiwało 78 osób, a gęstość zaludnienia wynosiła 17 osób/km² (wśród 1467 gmin regionu Poitou-Charentes Les Groseillers plasuje się na 905. miejscu pod względem liczby ludności, natomiast pod względem powierzchni na miejscu 1088.).